# Jason Ng
Jason Tai Long Ng (2000) es un deportista hongkonés que compite en triatlón. Ganó una medalla de bronce en los Juegos Asiáticos de 2022 y una medalla de plata en el Campeonato Asiático de Triatlón de 2022.

## Palmarés internacional
| Juegos Asiáticos    | Juegos Asiáticos   | Juegos Asiáticos  | Juegos Asiáticos |
| Año                 | Lugar              | Medalla           | Prueba           |
| ------------------- | ------------------ | ----------------- | ---------------- |
| 2022                | Hangzhou (China)   | Medalla de bronce | Relevo mixto     |
| Campeonato Asiático |                    |                   |                  |
| Año                 | Lugar              | Medalla           | Prueba           |
| 2022                | Aktau (Kazajistán) | Medalla de plata  | Relevo mixto     |